# Ergates pauper
Ergates pauper là một loài bọ cánh cứng trong họ Cerambycidae.